# 刘静女
刘静女（？—？），山阳郡高平县（今山东省邹城市郭里镇）人，刘绥的女儿，嫁给庾翼。

## 軼事
庾翼一次外出还没返回，他的岳母阮幼娥此时和刘静女一起来登上安陸城的城楼。不久庾翼回来了，骑着良马，车舆与卫士人数众多。阮幼娥对刘静女说：“听说庾郎骑术很好，我从什么地方可以看看？”刘静女告知了庾翼，庾翼就在大道两侧排开仪仗，自己跨上马盘旋驰骋，才骑了两圈，庾翼就从马上掉下来，他自己却神态自若。